# Анна Ульссон (лижниця)
Анна Ульссон  (швед. Anna Olsson, 1 травня 1976) — шведська лижниця, олімпійська чемпіонка.

## Виступи на Олімпіадах
| Олімпіада           | Дисципліна        | Місце |
| ------------------- | ----------------- | ----- |
| Солт-Лейк-Сіті 2002 | спринт            | 33    |
| Солт-Лейк-Сіті 2002 | 10 км             | 40    |
| Солт-Лейк-Сіті 2002 | 15 км             | 36    |
| Солт-Лейк-Сіті 2002 | 30 км             | 39    |
| Солт-Лейк-Сіті 2002 | естафета 4 × 5 км | 12    |
| Турин 2006          | спринт            | 10    |
| Турин 2006          | естафета 4 × 5 км | 4     |
| Турин 2006          | командний спринт  | 1     |
| Ванкувер 2010       | спринт            | 4     |
| Ванкувер 2010       | 10 км             | 24    |
| Ванкувер 2010       | 30 км             | 9     |
| Ванкувер 2010       | естафета 4 × 5 км | 5     |

## Зовнішні посилання
- Досьє на sport.references.com [Архівовано 25 серпня 2011 у Wayback Machine.]